# Siphonostegia laeta
Siphonostegia laeta là loài thực vật có hoa thuộc họ Cỏ chổi. Loài này được S. Moore miêu tả khoa học đầu tiên năm 1880.